# Canal Diocesano-Popular TV
Canal Diocesano de TV es una cadena local española de Toledo (Castilla-La Mancha). Pertenece a la Fundación Radio Santa María de la Diócesis de Toledo junto con Radio Santa María y el semanario Padre Nuestro.

## Historia
Canal Diocesano, fue creado en 1997, bajo el pontificado del cardenal Francisco Álvarez Martínez, arzobispo de Toledo, a través de la Fundación Radio Santa María.
En 2003 el Canal Diocesano se asocia a la red de televisiones Popular TV de la Cadena Cope, por lo que desde ese momento incluye en su nombre la marca Popular TV y la programación nacional de esta, compaginándola con desconexiones locales.
En 2009 recibe una licencia de televisión digital terrestre para la emisión en la ciudad de Toledo. Por ello, tras el apagón analógico de 2010, este canal sigue emitiéndose. En 2011 comenzó sus emisiones en Talavera de la Reina y, en 2012, ha obtenido una licencia de TDT para la demarcación de La Sagra.
Actualmente se ve en TDT en abierto en toda la Provincia de Toledo. Desde finales 2011 dejó de pertenecer a la red de televisiones Popular TV tras su disolución. De alguna manera sigue vinculada con en grupo COPE para la realización conjunta en Toledo de retransmisiones religiosas y ceden imágenes de eventos religiosos importantes del Grupo Cope a Canal Diocesano Toledo y viceversa.
- - También está asociada para la emisión de eventos religiosos de la Iglesia Católica con: 
    - Ábside Media (Grupo de comunicación español, propiedad de la Conferencia Episcopal Española.)
    - En televisión: Centro Televisivo Vaticano
    - En radio: Radio Vaticano y Familia Mundial de Radio María
- Canal diocesano Toledo - Trece (canal de televisión español).
- Radio Santa María Toledo - Radio María España.

### Frecuencias en TDT de Canal diocesano Toledo -13 TVEspaña yRadio Santa María de Toledo (España)-Radio María España
- Propias:
  - Illescas: 27, 522 MHz, LOC
  - La Sagra (Toledo) (demarcación Illescas): 27, 522 MHz, LOC
  - Madridejos: 57, 762 MHz, LOC
  - Talavera de la Reina: 46, 674 MHz, LOC
  - Toledo: 27, 522 MHz, LOC
  - Torrijos: 48, 690 MHz, LOC
- Asociadas:
  - La Mancha (demarcación Valdepeñas): 26, 514 MHz, LOC
- Frecuencias en FM de Radio Santa María de Toledo (España):
  - En Toledo: 102.5 FM
  - En Talavera de la Reina: 103.6 FM
  - En La Mancha: 100.5 fm
- Frecuencias en TDT de Radio Santa María de Toledo (España)
  - Illescas: 27, 522 MHz, LOC
  - La Sagra (Toledo) (demarcación Illescas): 27, 522 MHz, LOC
  - Madridejos: 57, 762 MHz, LOC
  - Talavera de la Reina: 46, 674 MHz, LOC
  - Toledo: 27, 522 MHz, LOC
  - Torrijos: 48, 690 MHz, LOC